# Gilles Dreyfus
Pour les articles homonymes, voir Dreyfus.
Gilles Dreyfus, né le 24 mai 1951, est un cardiologue et chirurgien français.

## Biographie
Il est diplômé de la faculté de médecine de l'université Paris-Descartes (1981). Il est interne des hôpitaux de Paris (AIHP) (1978-1983), puis chef de clinique (1983-1987) du professeur Alain Carpentier à l'hôpital Broussais. En 1983, il passe six mois à l’université Stanford dans le service de Norman Shumway, pour apprendre la transplantation cardiaque et la transplantation pulmonaire, et met sur pieds, à son retour, un programme de transplantation à l’hôpital Broussais dans le service d'Alain Carpentier. En 1989, il est nommé PU-PH.
Parallèlement, il met en place le programme de transplantations de l’hôpital Broussais, initié par le professeur Dubost, et arrêté après quatre patients, avec une progression rapide, puisque, de 1984 (début du programme) à 1989, plus de 200 transplantations cardiaques sont pratiquées à l’hôpital Broussais. En même temps, un programme de cœurs artificiels en attente de transplantation est développé.
En 1986, il participe avec Alain Carpentier à la première transplantation d’un patient sous cœur artificiel en Europe (Lancet).
Il publie de nombreux articles sur le sujet de la transplantation cardiaque, avec description d’une nouvelle technique de transplantation cardiaque appelée « transplantation cardiaque totale. »
En novembre 1989, il devient assistant du professeur Daniel Guilmet à l’hôpital Foch en tant que professeur des universités-praticien hospitalier (PU-PH), puis le remplace en 1998 en tant que chef de service du service de chirurgie cardiaque et vasculaire, maintenant une activité chirurgicale, développant la chirurgie de réparation des valves et les activités d’assistance circulatoire et de transplantations cardiaques.
En avril 2001, il est nommé au Royal Brompton & Harefield NHS Foundation Trust. Il repasse le concours de l’agrégation en Angleterre et devient professeur de chirurgie cardio-thoracique à l’Imperial College London of Medicine puis est nommé directeur de la chirurgie et directeur de la transplantation au Harefield Hospital.

## Recherches
Il publie des articles sur la chirurgie valvulaire mitrale, et plus précisément sur la valve tricuspide. En 2003, il présente à l'AATS 311 malades ayant pour moitié eu une plastie mitrale isolée et l’autre moitié une plastie mitrale avec valve tricuspide, montrant l’intérêt de traiter la tricuspide selon des critères indépendants de la fuite mais plutôt sur la dilatation. Ces critères ont influencé les recommandations des Sociétés de cardiologie internationales[réf. souhaitée], qu’il s’agisse de l’American College of Cardiology (en) et de l’American Heart Association, ainsi que de la Société européenne de cardiologie, qui se sont servis des critères de dilatation de la tricuspide comme l’un des critères pour poser l’indication opératoire, sous l’influence de cette étude[réf. souhaitée].
Il s’intéresse aussi à une nouvelle méthode de traitement de la valve aortique, en utilisant le péricarde autologue du malade, méthode qui sera présentée à l’American Association for Thoracic Surgery (en). La manipulation de la valve aortique autologue avec du péricarde s'est faite avec les outils de Cardiomend (présentation film à la Society of Thoracic Surgeons et des résultats à l'American Association for Thoracic Surgery).
En tant que directeur de la transplantation d’un des plus gros services de transplantations en Europe, il est directement impliqué dans un programme de transplantations cardio-pulmonaires et de mises en place d’assistance circulatoire. Le groupe de Harefield sera le premier à utiliser le Jarvik 2000 en Europe, hormis d’autres méthodes d’assistance circulatoire en alternative à la transplantation ou pour favoriser la récupération des ventricules défaillants.

## Distinctions
- Il est membre de la Société française de cardiologie, de la Société française de chirurgie thoracique et cardio-vasculaire, de la Société française de transplantation et du Collège français de chirurgie thoracique et cardio-vasculaire, ainsi que de plusieurs sociétés cardiologiques internationales.
- 2001 :  Chevalier de la Légion d'honneur[8],

## Publications
- Heterotopic artificial heart as bridge to cardiac transplantation, Lancet, 12 juillet 1986, p. 97-98.
- First clinical use of a new biventricular bridging support : the Abiomed's B.V.S. system 5000, J. Heart Transplantation, 1988, vol. 7, no 164, p. 84.
- Is heterotopic heart transplantation a good option for patients with high pulmonary vascular resistance ?, J. Heart Transplantation, 1988, vol. 7, no 165, p. 85.
- Enoximone : an alternative to mechanical support as bridge to cardiac transplantation, Lancet, 21 janvier 1989, no 8630, vol. 1, p. 153.
- Improved evaluation of pulmonary vascular resistances (PVR) prior to heart transplantation, Transplant. Proc., 1989, vol 21, p. 2559-61.
- Valve repair in acute endocarditis, Ann. Thorac. Surg., 1990, 49, p. 706-713.
- Total orthotopic heart transplantation : an alternative to the standard technique, Ann. Thorac. Surg., novembre 1991, 52,5, 1181-84
- Surgical treatment of asymptomatic and midly symptomatic mitral regurgitation, J Thorac Cardiovasc Surg, 1996 ;112 :1240-9
- Long term results of mitral valve repair : posterior papillary muscle repositioning versus chordal shortening, Europ .J. CardioThorac. Surg., 1999, 16 : 81-7
- Repair of Anterior Leaflet Prolapse: Papillary Muscle Repositioning, a new Surgical Option, Ann.Thorac.Surg, 2001 May ; 71 : 1464 – 1470
- The Batista procedure, Heart, 2001 Jan ;85 :1-2
- Papillary muscle repositioning for repair of anterior leaflet prolapse caused by Chordal elongation, J Thorac Cardiovasc Surg, 2006 ; 132-578-584
- Posterior leaflet preservation in mitral valve prolapse: a new approach to mitral repair, J Heart Valve Dis., 2006 Jul; 15(4):528-30
- Midterm experience with the Jarvik 2000 axial flow left ventricular assist device, J Thorac Cardiovasc Surg, juillet 2007, 134(1) : 199-203
- Tricuspid leaflet augmentation to address severe tethering in functional tricuspid regurgitation, European Journal of Cardiothoracic Surgery, 34 (2008) 908-910
- Functional tricuspid regurgitation: a more complex entity than it appears, Heart, 2009 Jun;95(11):868-9. Epub 2009 Mar 24
- Truly stentless autologous pericardial aortic valve replacement: an alternative to standard aortic valve replacement, J Thorac Cardiovasc Surg., 2011 Jan;141(1):276-83. Epub 2010 Oct 20
- Reversal of severe heart failure with a continuous-flow left ventricular assist device and pharmacological therapy: a prospective study, Circulation, 2011 Feb 1;123(4):381-90. Epub 2011 Jan 17
- (Ouvrage collectif) Le Cœur éternel - Utopie ou promesse ?, avec Alain Deloche et Alain Carpentier (préface), Paris, Michel Lafon  (ISBN 978-2749922348)